# Новосельська Віра Вадимівна
Віра (Аріна) Вадимівна Новосельська (14 січня 1976 , Свердловськ ) — російський державна і політична діячка, у минулому український міністр культури Республіки Крим із 27 лютого 2014 року. Заслужений працівник культури Російської Федерації (2015). Кандидат педагогічних наук (2004).
З 2009 по 2013 — заступниця міністра культури Автономної Республіки Крим. З 2013 до 2014 року — художня керівниця Кримського академічного театру ляльок, понад 8 років викладачка Сімферопольського музичного училища ім. П. І. Чайковського.

## Біографія
Народилася 14 січня 1976 року у місті Свердловську (нині Єкатеринбург) Свердловської області. У 1979 році сім'я переїхала до Криму.
З 1983 по 1993 роки навчалася у середній школі № 3 міста Сімферополя, яку закінчила із золотою медаллю. 1995 року закінчила Сімферопольське музичне училище імені П. І. Чайковського з відзнакою. З 1995 по 1999 роки навчалася у Донецькій державній консерваторії. У 2004 році закінчила аспірантуру та захистила кандидатську дисертацію на тему "Естетичне виховання учнів у вальдорфських школах ".
Трудову діяльність розпочала 1994 року викладачкою за класом фортепіано у дитячій музичній школі № 1 міста Сімферополя. Потім вісім років працювала викладачкою Сімферопольського музичного училища ім. П. І. Чайковського. З 2004 по 2006 роки — директором школи естетичного виховання.
З 2007 по 2012 рік на платній основі була помічницею народного депутата Верховної Ради України VI скликання від фракції Партія регіонів Олени Нетецької.
З 2009 року прийшла на державну службу на посаду заступниці міністра культури Автономної Республіки Крим. У червні 2013 року здобула кваліфікацію магістра театрального мистецтва, режисера естради та масових свят, викладача спеціальних дисциплін.
З червня 2013 року до лютого 2014 року — художня керівниця-директор Кримського академічного театру ляльок.
З лютого 2014 року призначена міністром культури Республіки Крим.
Весною 2021 року здобула популярність, вилаявшись на засіданні уряду республіки Крим, яке транслювалося в прямому ефірі . Новосельська була переконана, що її ніхто не чує, і сказала фразу: «Та йоб твою мать! Поставили як мавпі!» через технічні проблеми з її устаткуванням. Глава Кримської республіки доручив провести службове розслідування у зв'язку з цим випадком.

## Кримінальна справа

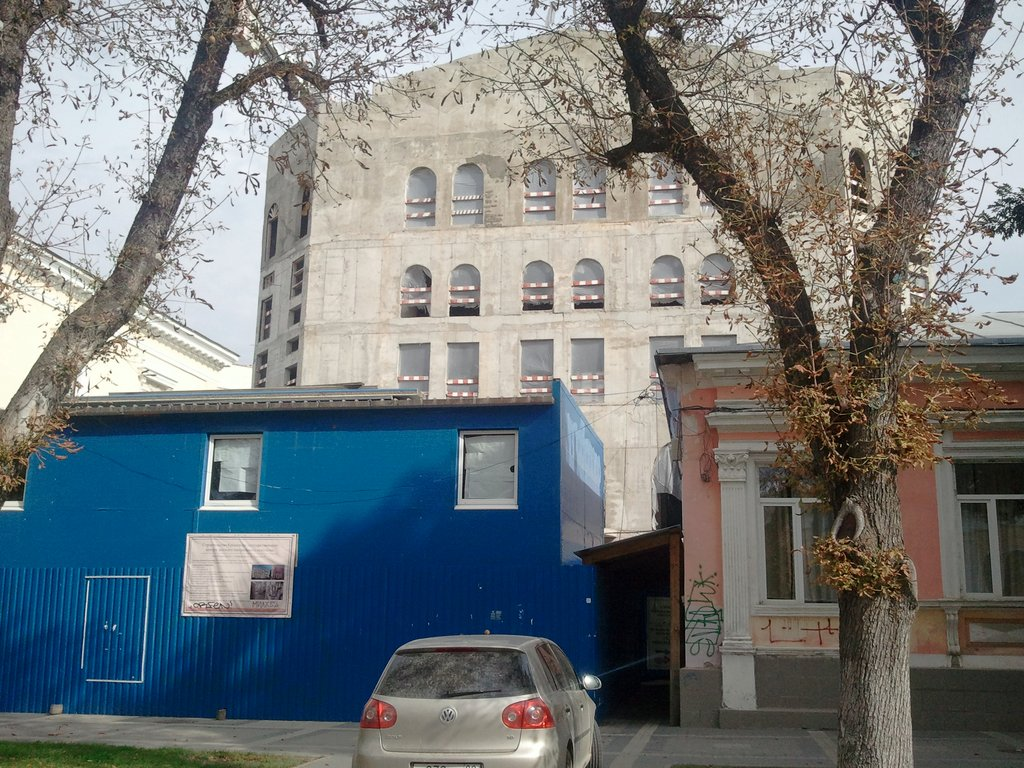
Покинуте з 2018 року будівництво Кримського державного центру дитячого театрального мистецтва у Сімферополі. Світлина 2020 року.

18 листопада 2021 року затримана за звинуваченням у отриманні хабара у сумі 25 мільйонів рублів від підрядної організації, яка займається будівництвом регіонального центру дитячого театрального мистецтва. Щодо Новосельської порушено кримінальну справу за ознаками злочину, передбаченого ч. 6 ст. 290 КК РФ («Отримання хабара в особливо великому розмірі»). Їй висунуто звинувачення.
За даними слідства, у 2018 році отримала від бенефіціара ТОВ «Меандр» хабар у розмірі 25 млн рублів за загальну участь при виконанні будівельно-монтажних робіт при будівництві Кримського державного центру дитячого театрального мистецтва.
Басманний суд Москви 19 листопада вирішував питання про арешт міністра культури Криму у справі про хабар. Її затримали і ніч обвинувачена провела в ізоляторі тимчасового утримання.

## Родина
Одружена. Має сина.

## Нагороди та звання
- Заслужений працівник культури Російської Федерації (22 грудня 2015 року) — за заслуги у розвитку вітчизняної культури та мистецтва, багаторічну плідну діяльність[12];
- Медаль «За повернення Криму» (Міністерство оборони Російської Федерації) (17.04.2014 р.);
- Почесна грамота Міністерства культури Російської Федерації;
- Почесне звання «Заслужений діяч мистецтв Автономної Республіки Крим»;
- Цінний подарунок Голови Державної Ради Республіки Крим;
- Медаль «За доблесну працю» (Крим) (13.03.2015 р.) — за мужність, патріотизм, активну суспільно-політичну діяльність, особистий внесок у зміцнення єдності, розвиток та процвітання Республіки Крим та у зв'язку з Днем возз'єднання Криму з Росією[13].
- Орден «За вірність обов'язку» (Крим, 17 січня 2017 року) — за значний особистий внесок у розвиток культури Республіки Крим, сумлінну працю, високу професійну майстерність та у зв'язку з Днем Республіки Крим[14]